# Castello di Caen

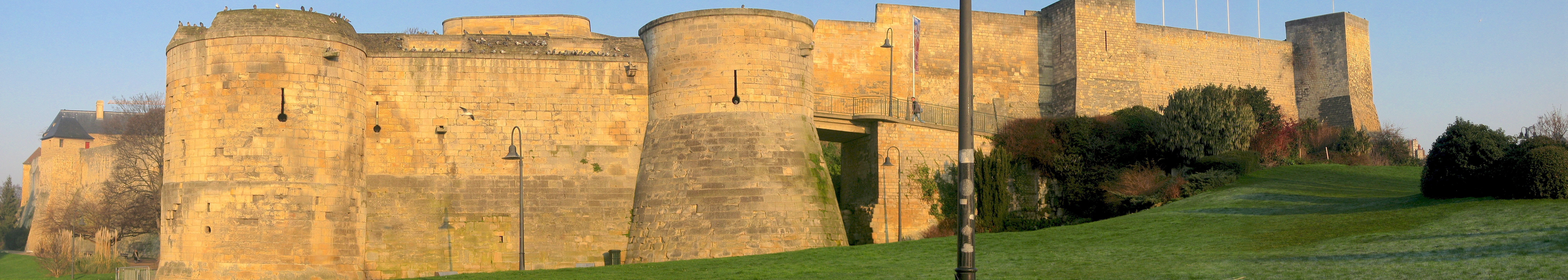

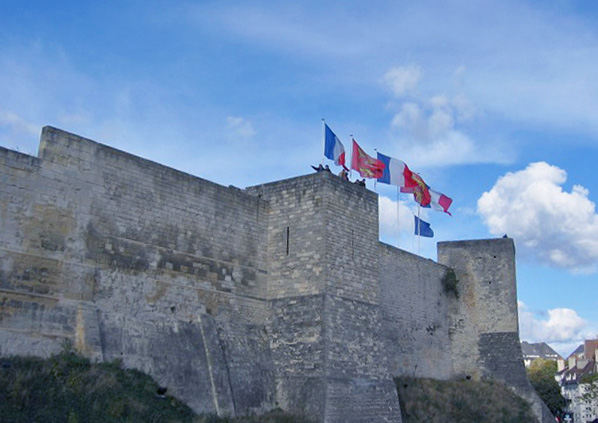

Il castello di Caen è una struttura fortificata che sorge su un promontorio roccioso che domina la città di Caen e la vallata del fiume Orne, su un'altura di una ventina di metri.

## Storia

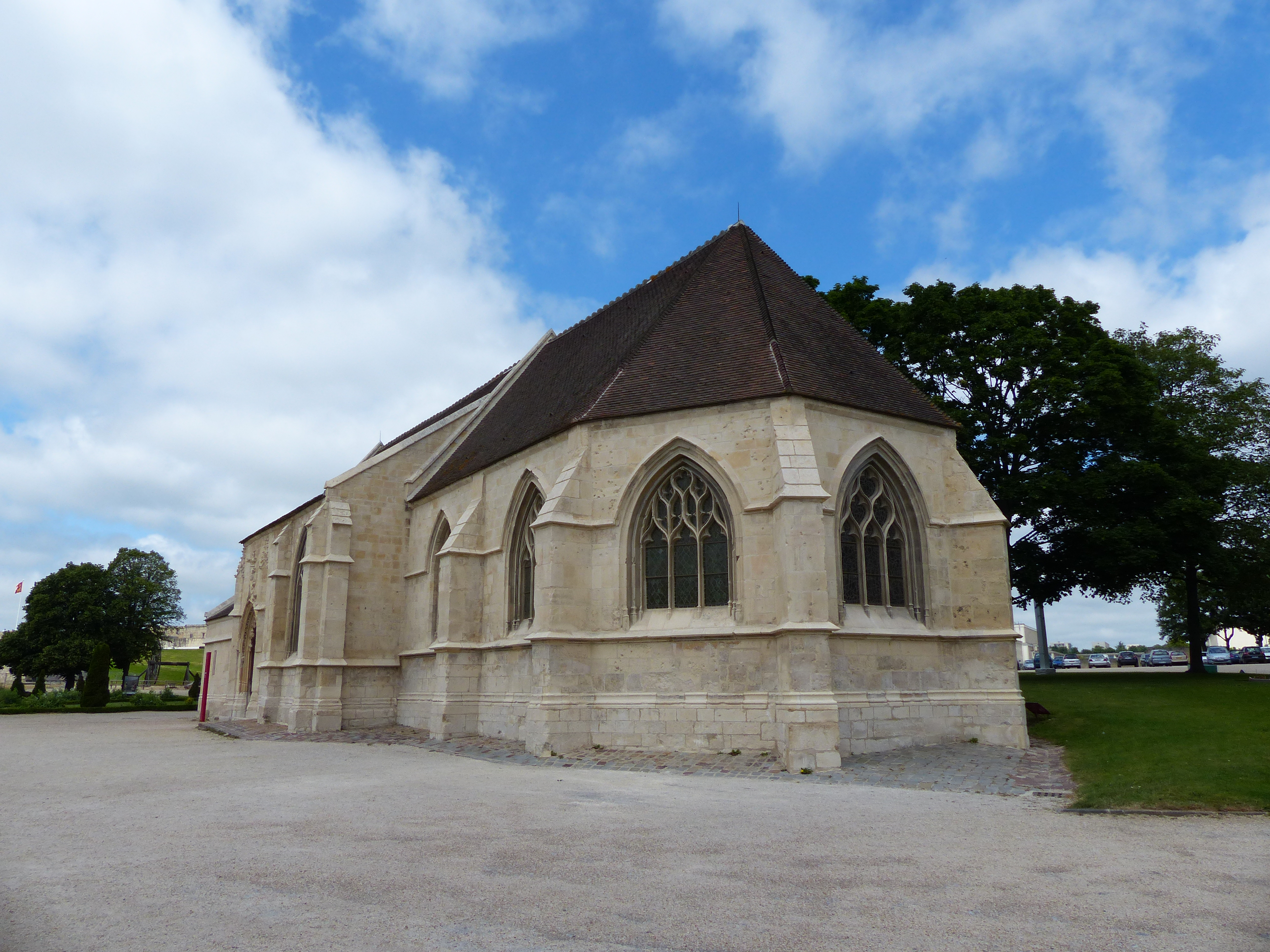

Sulle alture di Caen fu eretto dal 1060 il castello per volontà di Guglielmo il Conquistatore, duca di Normandia, prima della sua campagna militare alla conquista dell'Inghilterra. Qui il duca fece costruire anche due abbazie, quella di Santo Stefano e quella delle Donne. Il maniero nei secoli divenne una delle residenze preferite dai re d'Inghilterra e duchi di Normandia. Il castello, dotato di una cinta muraria fortificata tra le più possenti d'Europa, fu poi utilizzato nei secoli come fortezza e caserma di circoscrizione. Sono ancora presenti le vestigia del dongione e i barbacani posti alle porte d'ingresso della cinta muraria. Nel castello in tempi moderni vennero realizzati il Museo della Normandia e il Museo delle belle arti, con spazi espositivi e di spettacolo.
All'interno della cinta sono presenti:
- la chiesa di Saint Georges, era la parrocchia per chi abitava all'interno della fortezza, venne parzialmente distrutta dai bombardamenti del 1944 e riedificata;
- il dongione o torrione, costruito verso il 1120 da Henri Ier Beauclerc, la struttura scomparsa era una grande torre a pianta rettangolare alta 27m. Dopo il 1204, Philippe Auguste, re di Francia, la fece rinforzare con una cinta a quattro torri a base rotonda, circondata da un profondo fossato. La distruzione del torrione fu ordinata nel 1793 e  le vestigia sparirono sotto la costruzione della caserma. Recentemente, 1950-1960, sono state riportate alla luce ed è possibile ammirarle;
- il Palazzo Vecchio con la sua Salle de l’Échiquier, cioè la sala del Tesoro o Grande sala dei Duchi di Normandia è situato lungo il lato nord della cinta muraria vicino all'ingresso principale a nord, la torre-porta risalente all'11 secolo. Anche questa struttura è stata bombardata nel 1944 e ristrutturata poi nel 1962.  Nella famosa sala si sono svolti i festeggiamenti per la corte di Natale del 1182. La Salle de l’Échiquier è stata particolarmente malridotta a causa della presenza dei militari che hanno trasformato il castello in caserma. La sala è stata utilizzata come deposito per diversi tipologie di materiali e come scuderie. Sono state aperte porte e finestre al pian terreno;
- la terrazza di artiglieria. Dal 1500 per far fronte alla minaccia del recente utilizzo dell'artiglieria a polvere da sparo, la cinta muraria è stata rinforzata con terrapieni ed è stata istituita una terrazza dalla quale l'artiglieria poteva difendere il castello;
- il giardino;
- la cinta muraria, immutata dalla fine dell'anno 1000, segue i contorni dello sperone roccioso su cui poggia, circondato da un largo e profondo fossato ormai secco, che venne scavato a nord nella roccia calcarea. L'altro grande ingresso al castello si trova ad est ed è chiamato Porta des Champs, mentre a sud si apre la Porte Saint Pierre rivolta verso la città. Le torri sono in un numero totale di 11 di forma quadrangolare alle quali gli abitanti di Caen hanno dato nomi evocativi, vi è infatti la torre dei giardiniere, quella della vecchia prigione, torre del sagrestano, ecc. Oltre a queste sono state costruite agli inizi del 1200 due torri a base rotonda, chiamate torre Puchot e torre della regina Matilde.